# Premier League de Bielorrusia (baloncesto)
La Premier League de Bielorrusia (en inglés, Belarusian Premier League, o popularmente Premier League), es la máxima competición de baloncesto de Bielorrusia. Fue fundada en 1992 y cuenta con 9 equipos. El campeón actual es el BK Grodno-93, que consiguió en 2025 su octavo título de liga.

## Equipos 2015-2016
| Equipo                    | Ciudad     |
| ------------------------- | ---------- |
| BK Gocor-Sozh Gomel       | Gomel      |
| BK Grodno-93              | Grodno     |
| SDUSHOR Prinemanye Grodno | Grodno     |
| BC Tsmoki-Minsk           | Minsk      |
| BC Tsmoki-Minsk II        | Minsk      |
| Impuls BGU Minsk          | Minsk      |
| COR-Borisfen Mogilev      | Mogilev    |
| BGEU-Rcor Osipovichi      | Osipovichi |
| Vitebsk OBK-Voktsor       | Vitebsk    |

## Formato de competición
La liga se divide en dos rondas: Una primera ronda que dura hasta últimos de enero y que consta de 14 partidos, donde se enfrentan todos contra todos a ida y vuelta excepto el BC Tsmoki-Minsk, que está clasificado directamente para las semifinales de los play-offs al jugar la VTB United League y la FIBA European Cup; una segunda ronda que dura hasta abril, donde cuenta el número de victorias que tengas en la primera fase, los cuatro mejores equipos de la 1ª ronda juegan entre ellos varias veces y determinan así su posición para los play-offs, los otros cuatro equipo restantes juegan entre ellos varias veces para determinar las posiciones de la 5ª a la 8ª, bajando el último clasificado a la First League, la segunda división.

### Play-Offs
Los tres primeros clasificados de la segunda ronda más el BC Tsmoki-Minsk, juegan los play-offs por el título, que son al mejor de tres partidos, excepto la final que es a cinco (normalmente han sido a cuatro). Los emparejamientos son los siguientes:
- 1 vs 3
- 2 vs BC Tsmoki-Minsk
Los dos perdedores de las semifinales luchan por el tercer y cuarto puesto, que se juega también al mejor de cuatro partidos.
El cuarto clasificado de la segunda ronda más los tres equipos clasificados de la 5ª a la 7ª posición, juegan para ver quien queda en la mejor posición a final de temporada. También se disputa al mejor de tres partidos. Los emparejamientos son los siguientes:
- 4 vs 7
-5 vs 6
Los ganadores de estas eliminatorias se juegan a un partido el quinto y sexto puesto, y los perdedores el séptimo y octavo puesto.

## Historial
| Temporada | Campeón              | Resultado | Subcampeón           | Tercera Plaza         |
| --------- | -------------------- | --------- | -------------------- | --------------------- |
| 1992–93   | RTI Minsk            |           | RTI-2 Minsk          | ENKA Minsk Region     |
| 1993–94   | RTI-2-RUOR Minsk     |           | RTI Minsk            | Avtozavodets Misnk    |
| 1994–95   | RTI Minsk            |           | Grodno-93            | Avtozavodets Minsk    |
| 1995–96   | Grodno-93            |           | RTI Minsk            | Avtozavodets Misnk    |
| 1996–97   | RUOR Minsk           |           | Grodno-93            | RTI Misnk             |
| 1997–98   | Grodno-93            |           | Lokomotiv Vitebsk    | OZAA Osipovichi       |
| 1999–00   | Grodno-93            |           | Spartak Gomel        | OZAA Osipovichi       |
| 2000–01   | Grodno-93            |           | RTI Minsk            | Spartak Gomel         |
| 2001–02   | Grodno-93            |           | Spartak Gomel        | OZAA Osipovichi       |
| 2002–03   | Grodno-93            |           | RTI RUOR Minsk       | BC Minsk              |
| 2003–04   | Grodno-93            |           | Lokomotiv Vitebsk    | RSHVSM Minsk          |
| 2004–05   | Vitalyur-RGUOR Minsk |           | Grodno-93            | Lokomotiv Vitebsk     |
| 2005–06   | Vitalyur-RGUOR Minsk |           | Grodno-93            | Lokomotiv Vitebsk     |
| 2006–07   | Vitalyur-RGUOR Minsk |           | Grodno-93            | OZAA Osipovichi       |
| 2007–08   | Vitalyur-RGUOR Minsk |           | Minsk 2006           | OZAA Osipovichi       |
| 2008–09   | Minsk 2006           | 3–0       | Vitalyur-RGUOR Minsk | OZAA Osipovichi       |
| 2009–10   | Minsk 2006           | 3–0       | Grodno-93            | OZAA Osipovichi       |
| 2010–11   | Minsk 2006           | 3–0       | Grodno-93            | OZAA Osipovichi       |
| 2011–12   | Minsk 2006           | 97–74     | Grodno-93            | OZAA Osipovichi       |
| 2012–13   | Tsmoki-Minsk         | 3–0       | Grodno-93            | Tsmoki-Minsk II       |
| 2013–14   | Tsmoki-Minsk         | 3–1       | Grodno-93            | Sozh Gomel            |
| 2014–15   | Tsmoki-Minsk         | 3–0       | Grodno-93            | COR-Borisfen Mogilev  |
| 2015–16   | Tsmoki-Minsk         | 3–0       | Grodno-93            | COR-Borisfen Mogilev  |
| 2016–17   | Tsmoki-Minsk         | 3–0       | Grodno-93            | COR-Borisfen Mogilev  |
| 2017–18   | Tsmoki-Minsk         | 3–0       | Borisfen Mogilev     | Grodno-93             |
| 2018–19   | Tsmoki-Minsk         | 3–0       | Borisfen Mogilev     | Tsmoki-Minsk Reserves |
| 2019–20   | Tsmoki-Minsk         | 92–53     | Borisfen Mogilev     | Grodno-93             |
| 2020–21   | Tsmoki-Minsk         | 3–1       | Borisfen Mogilev     | Impuls-BGUIR          |
| 2021–22   | Tsmoki-Minsk         | 3–1       | Borisfen Mogilev     | Grodno-93             |
| 2022–23   | Minsk                | 3 – 0     | Grodno-93            | Borisfen Mogilev      |
| 2023–24   | Minsk                | 3 – 1     | Grodno-93            | Borisfen Mogilev      |
| 2024–25   | Grodno-93            | 3 – 2     | Minsk                | Rubon Vitebsk         |